# Hassan Akhavi
Hassan Akhavi (1910–1997) fue un militar iraní que desempeñó un papel activo en el derrocamiento del primer ministro Mohammad Mosaddegh en 1953. Se desempeñó brevemente como ministro de agricultura en el período 1957-1959 y se retiró de los cargos militares y la política. Tras el cambio de régimen en Irán en 1979 se instaló en los Estados Unidos.

## Biografía
Akhavi nació en Teherán en 1908. Después de graduarse de la escuela de oficiales, se unió al Ejército Imperial Iraní. Ocupó varios puestos militares, incluido el de jefe de personal en Juzestán. En la década de 1940 fue miembro del Partido Aria dirigido por Hasan Arfa . De hecho, Akhavi era el líder de su ala militar.
Hossein Fardoust en sus memorias publicadas en 1978 argumentó que Akhavi era uno de los principales enlaces entre el sha Mohammad Reza Pahlavi y los oficiales del ejército que estaban planeando un golpe contra el gobierno del primer ministro Mohammad Mosaddegh en 1953. Durante este período, el rango militar de Akhavi era coronel y dirigía la unidad de inteligencia militar del ejército. Formó parte del grupo probritánico entre los oficiales del ejército que planeaban el golpe. Los principales miembros del grupo de Akhavi fueron los siguientes: el general Hassan Arfa, el general de brigada Teymur Bakhtiar y el coronel Hedayatollah Gilanshah. El 15 de agosto de 1953, Akhavi estaba entre los golpistas que fueron arrestados por las fuerzas leales a Mosaddegh.
Después del éxito del golpe, Akhavi fue ascendido al rango de general de brigada y se convirtió en subjefe de personal del ejército. En este cargo se desempeñó como uno de los adjuntos de Nader Batmanghelidj, jefe de Estado Mayor del ejército.
Luego, Akhavi se desempeñó como agregado militar en Turquía, Grecia y Yugoslavia por un período breve. En 1956 regresó a Irán y se convirtió en jefe de la Organización Forestal y comandante de la Guardia Forestal. Akhavi fue nombrado ministro de agricultura en el gabinete encabezado por el primer ministro Manouchehr Eghbal el 4 de abril de 1957. También fue ascendido al rango de mayor general el mismo año. Akhavi fue destituido de su cargo debido a su oposición al plan de reforma agraria en 1959. Jamshid Amouzegar lo reemplazó como ministro de agricultura.
Después de su remoción, Akhavi se retiró tanto de la política como del ejército. Se fue de Irán a los Estados Unidos después del final del gobierno Pahlavi en 1979.